# Bodzęcin
Bodzęcin (do 1945 Basenthin) – wieś sołecka w Polsce położona w województwie zachodniopomorskim, w powiecie goleniowskim, w gminie Osina.
W latach 1975–1998 miejscowość położona była w województwie szczecińskim.
Miejscowość położona na skraju Równiny Goleniowskiej i Równiny Nowogardzkiej, we wschodniej części Puszczy Goleniowskiej, na dużej polanie (pola, łąki), w dolinie rzeki Gowienicy i ujściu Stepnicy.
W okolicy znajduje się zakład hodowli norek, zaś w samej wsi kilka dużych indywidualnych gospodarstw rolnych. Okolica to tereny atrakcyjne pod względem krajobrazowym (lasy Puszczy Goleniowskiej, dolina Gowienicy). Przez wieś przebiega szlak rowerowy Równina Nowogardzka. Bodzęcin leży ok. 2 km na północ od drogi krajowej nr 6, z którą posiada połączenie drogą asfaltową. Drogi gruntowe prowadzą do Węgorzy i Niewiadowa.
Na terenie miejscowości działalność prowadzi placówka misyjna Chrześcijańskiej Wspólnoty Ewangelicznej. 

## Historia
Najstarsze osadnictwo na terenie wsi pochodzi z epoki wczesnego średniowiecza, kiedy to powstało tutaj słowiańskie osiedle obronne w widłach rzek. Najstarsza wzmianka pisana pochodzi z roku 1334 (dokumenty rodowe rodziny von Flemming). Lennem von Flemmingów Bodzęcin był od 1209 roku aż do końca II wojny światowej, podczas której ta rodzina jeszcze władała wiejskim folwarkiem. W średniowieczu został zbudowany młyn wodny (zburzony w latach 40. XX wieku). W XV wieku Bodzęcin był już dużą znaczącą wsią, trzy wieki później powstały pałac (rozebrany w XIX wieku) i folwark. W 1872 roku zamieszkiwało tutaj ok. 200 osób. W latach 20. XX wieku folwark cały czas rozbudowywał się. Po zmianie przynależności państwowej w końcu lat 40. został przekształcony w samodzielny PGR, włączony do kombinatu w Osinie w roku 1971. Wieś zachowała charakter rolniczy. 

## Zabytki
- Zabytkowy[potrzebny przypis] gotycki kościół z przełomu XIV i XV wieku, pw. św. Mikołaja Biskupa z renesansowym portalem. Jest to świątynia salowa, zbudowana z głazów narzutowych i kostki kamiennej z kamienną wieżą dzwonniczą, ozdobnymi portalami i ostrołukowymi oknami. We wnętrzu znajduje się barokowa ambona, a w trzech oknach prezbiterium neogotyckie witraże[5]. Na zewnątrz zachowały się dwie czasze romańskich chrzcielnic. Kościół przebudowany w roku 1905, a 1 września 1947 r. poświęcony przez ks. Franciszka Włodarczyka TChr. Wokół świątyni znajduje się cmentarz, na którym można znaleźć wiele niemieckich nagrobków o wartości zabytkowej, wśród nich najcenniejszym jest grobowiec rodzinny von Flemmingów i grób leśnika z wyrzeźbioną strzelbą.
- Na dawnych terenach przypałacowych zachował się cenny starodrzew parku dworskiego, założonego w XVIII wieku.
- Część budynków folwarcznych.
- Zabudowa wsi pochodzi z przełomu XIX i XX wieku (domy murowane) i czasów współczesnych.

Okoliczne miejscowości: Redostowo, Glewice, Węgorza, Niewiadowo.